# Ассамблея православных епископов Британских островов
Ассамблея православных епископов Британских островов (англ. Pan-Orthodox Assembly of Bishops with Churches in the British Isles) — координационный орган православных епископов, представляющий Православную Церковь в Великобритании и Ирландии.
С сентября 2018 года Московский патриархат в одностороннем порядке прекратил своё участие в ассамблее.

## История
21 июня 2010 года состоялось учредительное собрание Ассамблеи православных епископов Британских островов, созданной в соответствии с решением, принятым на IV Всеправославном предсоборном совещании в Шамбези (Швейцария) в 2009 году.
16 ноября 2010 года в лондонском Успенском кафедральном соборе состоялось первое заседание Комиссии по вопросам пастырского служения при Всеправославной архиерейской ассамблее.
14 февраля 2011 года в Успенском кафедральном соборе Лондона состоялось очередное собрание Пастырской комиссии Всеправославной архиерейской ассамблеи Британских островов.
30 июня 2011 года в английском городе Хатфилд, графство Хартфордшир, состоялось III собрание Всеправославной архиерейской ассамблеи Британских островов.
24 ноября 2011 года в Успенском кафедральном соборе Сурожской епархии в Лондоне состоялось IV собрание Всеправославной архиерейской ассамблеи Британских островов на которой обсуждался порядок перехода духовенства из одной православной юрисдикцию в другую, а также вопросы диаконского служения, деятельности университетских православных капелланов, утверждения единого списка святых, прославленных на Британских островах до разделения Церквей, и другие.
14 сентября 2018 года Священный синод Русской православной церкви постановил приостановить участие Русской православной церкви во всех епископских собраниях, богословских диалогах, многосторонних комиссиях и других структурах, в которых председательствуют или сопредседательствуют представители Константинопольского патриархата.

## Состав Ассамблеи
- архиепископ Фиатирский и Великобританский Никита (Лулиас) (Фиатирская архиепископия, Константинопольский Патриархат),
- епископ Силуан (Онер) (Британская и Ирландская митрополия, Антиохийский Патриархат),
- епископ Сурожский Матфей (Андреев) (Сурожская епархия, Московский патриархат),
- епископ Британский и Скандинавский Досифей (Мотика) (Сербский Патриархат),
- митрополит Западно- и Южно-Европейский Иосиф (Поп) (Румынский Патриархат),
- епископ Дманисский и Великобританский Зинон (Иараджули) (Грузинский Патриархат),
- епископ Лондонский и Западно-Европейский Ириней (Стинберг) (Лондонская и Западно-Европейская епархия, РПЦЗ),
- митрополит Диоклийский Каллист (Уэр) (Фиатирская архиепископия, Константинопольский Патриархат),
- епископ Тропейский Афанасий (Феохарус) (Фиатирская архиепископия, Константинопольский Патриархат).

### Исполнительный комитет
- председатель комитета — архиепископ Фиатирский Никита (Лулиас),
- заместитель председателя — епископ Сурожский Матфей (Андреев),
- казначей — епископ Британский и Скандинавский Досифей (Мотика),
- секретарь — митрополит Западно- и Южно-Европейский Иосиф (Поп).

Митрополит Диоклийский Каллист, архиепископ Берлинско-Германский и Великобританский Марк и епископ Дманисский и Великобританский Зинон были назначены членами комитета.
В секретариат исполнительного комитета вошли архимандрит Василий Папавасилиу (Константинопольский Патриархат) и протоиерей Самир Гхолам (Антиохийский Патриархат).

### Комиссии Ассамблеи
- Теологическая комиссия, возглавляемая митрополитом Диоклийским Каллистом (Уэром), будет заниматься литургическими, каноническими и экуменическими вопросами, а также подготовкой согласованного списка британских святых;
- Пастырская и межправославная комиссия, возглавляемая архиепископом Сурожским Елисеем, будет заниматься вопросами межправославных отношений и организацией всеправославных мероприятий;
- в сферу деятельности Образовательной комиссии, возглавляемой архиепископом Фиатирским Григорием, войдет назначение священников для окормления университетов, катехизическая и издательская работа.

От каждой епархии направлены представители из духовенства или мирян для работы в каждой комиссии.